# Măncioiu
Măncioiu – wieś w Rumunii, w okręgu Ardżesz, w gminie Morărești. W 2011 roku liczyła 245 mieszkańców.